# The Blueprint²: The Gift & the Curse
The Blueprint²: The Gift & The Curse è il settimo album del rapper statunitense Jay-Z, pubblicato nel 2002 da Roc-A-Fella Records e Def Jam. Il disco è un successo commerciale, arrivando primo negli Stati Uniti e vendendo oltre tre milioni di copie in patria, ma non è accolto con lo stesso entusiasmo dai critici.

## Descrizione e ricezione
| Recensione           | Giudizio |
| -------------------- | -------- |
| AllMusic             |          |
| Robert Christgau     | *        |
| Entertainment Weekly | C        |
| RapReviews           |          |
| PopMatters           |          |
| Blender              |          |
| NME                  |          |
| The A.V. Club        | misto    |
| Q                    |          |
| Pitchfork            |          |
| Rolling Stone        |          |
| The New York Times   |          |
| Spin                 |          |
| Billboard            |          |

Visto il successo di The Blueprint, Jay-Z mantiene il titolo per un seguito pubblicato l'anno successivo e accolto con recensioni miste da parte della critica. Su Metacritic ottiene un punteggio pari a 64/100. Per alcuni critici è uno degli album peggiori della sua discografia.
Gli ospiti del settimo album di Jay-Z sono Rakim, Beyoncé, The Notorious B.I.G., Faith Evans, Scarface, Lenny Kravitz, Big Boi, Sean Paul, Killer Mike, M.O.P., Freeway, Beanie Sigel e Memphis Bleek. Tra i produttori, Timbaland, No I.D., Dr. Dre, The Neptunes, Kanye West e Just Blaze.
Il disco presenta riferimenti agli scomparsi Biggie Smalls e Tupac Shakur: oltre all'essere un doppio album – come Life After Death (1997) e All Eyez on Me (1996), rispettivamente uno degli ultimi album del primo e l'ultimo non postumo del secondo – che secondo il critico John Bush di AllMusic, il rapper «non riesce a gestire», prende in prestito un intero verso di Juicy per A Dream e riscrive Me and My Girlfried per '03 Bonnie & Clyde. Nonostante sembrasse finita nel 2001, continua la faida con Nas, dissato nella title track dell'album, l'ennesimo che avrebbe dovuto chiudere la carriera del rapper, testimoniato anche dal campionamento del My Way di Paul Anka (dopo non esser riuscito a ottenere i diritti per My Way di Frank Sinatra). Gli autori musicali elogiano il rapping di Jay-Z, ritenuto migliore e maggiormente solido rispetto alla produzione.
Questo album, come i precedenti quattro lavori del rapper, ha debuttato in classifica alla prima posizione, vendendo 545 000 copie nella sua prima settimana.
Parte dell'album sarà in seguito ripubblicato nel 2003 con il titolo Blueprint 2.1, disco considerato un fallimento.

## Tracce
The Gift
1. A Dream (featuring Faith Evans & The Notorious B.I.G.) – 4:12 – Kanye West
2. Hovi Baby – 4:21 – Just Blaze
3. The Watcher 2 (featuring Dr. Dre, Rakim & Truth Hurts) – 5:55 – Dr. Dre
4. '03 Bonnie & Clyde (featuring Beyoncé) – 3:25 – Kanye West
5. Excuse Me Miss – 4:41 – The Neptunes
6. What They Gonna Do (featuring Sean Paul) – 4:54 – Timbaland
7. All Around the World (featuring LaToiya Williams) – 3:52 – No I.D.
8. Poppin' Tags (featuring Big Boi, Killer Mike & Twista) – 6:00 – Kanye West
9. Fuck All Nite – 4:19 – The Neptunes
10. The Bounce (featuring Kanye West) – 4:18 – Timbaland
11. I Did It My Way – 3:42 – Kendrix, Big Chuck

The Curse
1. Diamonds Is Forever – 3:56 – Ron Feemster, Big Chuck
2. Guns & Roses (featuring Lenny Kravitz) – 4:26 – Heavy D
3. U Don't Know (Remix) (featuring M.O.P.) – 4:27 – Just Blaze
4. Meet the Parents – 4:59 – Just Blaze
5. Some How Some Way (featuring Beanie Sigel & Scarface) – 5:37 – Just Blaze
6. Some People Hate – 4:32 – Kanye West
7. Blueprint2 – 4:49 – Charlemagne
8. Nigga Please (featuring Young Chris) – 4:38 – The Neptunes
9. 2 Many Hoes – 3:34 – Timbaland
10. As One (featuring Memphis Bleek, Freeway, Young Gunz, Peedi Crakk, Sparks & Rell) – 3:49 – Just Blaze
11. A Ballad for the Fallen Soldier – 4:42 – The Neptunes

Tracce bonus
1. Show You How – 2:59 – Just Blaze
2. Bitches & Sisters – 2:39 – Just Blaze
3. What They Gonna Do, Part II – 3:47 – Digga

## Classifiche

### Classifiche settimanali
| Classifica (2002)         | Posizione massima |
| ------------------------- | ----------------- |
| Canada                    | 8                 |
| Francia                   | 79                |
| Germania                  | 61                |
| Paesi Bassi               | 66                |
| Nuova Zelanda             | 49                |
| Regno Unito               | 23                |
| Stati Uniti               | 1                 |
| US Top R&B/Hip-Hop Albums | 1                 |
| Svizzera                  | 52                |

### Classifiche di fine anno
| Classifica (2002)         | Posizione massima |
| ------------------------- | ----------------- |
| Stati Uniti               | 137               |
| US Top R&B/Hip-Hop Albums | 45                |
| Classifica (2003)         | Posizione massima |
| Stati Uniti               | 50                |
| US Top R&B/Hip-Hop Albums | 11                |